# Adeline Records
Adeline Records è un'etichetta discografica fondata verso la fine del 1997 ad Oakland, California. È di comproprietà di Billie Joe Armstrong, cantante del gruppo pop punk dei Green Day, di sua moglie Adrienne Armstrong e di Jim Thiebaud, skater professionista. Jason White, amico di Armstrong e suo compagno nella band, fa da supervisore giornaliero all'etichetta, mentre il manager dei Green Day, Pat Magnarella, ha recentemente accettato di lavorare con la Adeline Records. Il nome dell'etichetta si rifà ad un'omonima via di Berkeley, in California.

## Band attuali
- The Frustrators
- Green Day (solo pubblicazioni in vinile)
- Link
- The Living End (gruppo musicale)
- Jesse Malin
- The Network
- Pinhead Gunpowder
- Foxboro Hot Tubs

## Band inattive
- The Crush
- The Effection
- Fetish
- The Frisk
- The Influents
- The Thumbs

## Band del passato
- AFI
- Agent 51
- Fleshies
- One Man Army
- The Soviettes

## Adeline Street
Adeline Records ha una sua linea di abbigliamento chiamata Adeline Street che provvede alla vendita di vestiario per uomo e donna.